# Bâul
Pour les articles homonymes, voir Baul.
Les Bāuls (ou fous en bengali) sont des groupes de musiciens itinérants qui parcourent le Bengale, autrefois en bateau (bāulea), maintenant souvent en train, en chantant des chants religieux, et en mendiant pour assurer leur subsistance. En hindi, on les appelle bardāī, mot probablement de la même origine que le français barde.

## Principes
Ce sont des hindous hétérodoxes qui ignorent le système des castes, les rituels de toutes sortes. Leur croyance est un syncrétisme indo-musulman, incorporant des aspects venant du soufisme et du bouddhisme et des pratiques issues du yoga et du tantrisme. Proches de la philosophie de Kabīr, ils refusent la séparation entre les communautés hindoues et musulmanes, la différence entre hommes et femmes. Les Bâuls vénèrent la divinité qui se trouve seulement dans le temple intérieur de chacun, pour eux le temple ou la mosquée sont des obstacles sur la route de dieu. Ils s'habillent traditionnellement d'une kurta (chemise) orange et d'un longhi ou dhoti (tissus noué) blanc.

## Tagore et les Bâuls
Avant que Rabindranath Tagore ne s'intéresse à eux dans son livre The religion of man, les Bāuls ne jouissaient pas d'un grand prestige dans la société bengalie. Tagore qui avait fait la connaissance de Lalon Fakir - un des plus célèbres Bāuls qui aient jamais existé - a subi l'influence du mouvement dans sa poésie, sa musique et sa pensée. Certaines de ses chansons sont considérées comme des œuvres bāuls, et dans la plupart de ses pièces, on trouve un personnage bāul.

## La musique bâul
En 2005, les chants bâuls ont été proclamés chefs-d’œuvre du patrimoine culturel immatériel de l'humanité par l'UNESCO.
La musique des Bâuls est folklorique dans son instrumentation et ses compositions, mais elle est surtout une musique d'ivresse inspirée par ses paroles et son interprétation lancinante. Ils fabriquent souvent eux-mêmes leurs instruments.
Les chansons bâuls sont habituellement exécutées par un soliste, rejoint souvent au refrain par les musiciens accompagnateurs et l'audience.
Les instruments traditionnels des Bâuls sont :
- le khamak : mélange de tambour à friction et de luth, comportant une corde, joué avec un plectre et qui engendre une grande diversité de sonorités rythmiques et tonales
- le khol : tambour en tonneau traditionnel du Bengale qui se joue avec les doigts sur les deux peaux
- l'ektara : instrument rustique, à une corde
- les manjiras ou kartals : cymbalettes et castagnettes
- l'harmonium.